# 德拉瓦州學院和大學列表
以下是德拉瓦州目前运营的公立和私立高等教育机构列表。

## 公立
- 德拉瓦州立大學 （Delaware State University）
- 德拉瓦大學 （University of Delaware）

## 私立
- 芶地畢肯學院 (Goldey–Beacom College)
- 維明頓大學 (Wilmington University)

## 永久停辦
- 德拉瓦藝術與設計學院 （Delaware College of Art and Design）